# (32385) 2000 QU191
2000 QU191 (asteroide 32385) é um asteroide da cintura principal. Possui uma excentricidade de 0.24110170 e uma inclinação de 10.03759º.
Este asteroide foi descoberto no dia 26 de agosto de 2000 por LINEAR em Socorro.